# 나와테정
나와테정(일본어: 縄手町)은 일본 오사카부 나카카와치군에 있던 정이다. 현재의 히가시오사카시의 남동단, 긴테쓰 나라선 호리후쿠잔역의 주변에 해당한다.

## 역사
- 1929년 4월 1일 - 히라오카미나미촌, 이케시마촌이 합병해 나와테촌이 성립하였다.
- 1947년 10월 1일 - 정으로 승격해 나와테정이 되었다.
- 1955년 1월 11일 - 후세정과 합병해 새로운 후세정이 성립하여, 동일 나와테정은 폐지되었다.

## 교통

### 철도
- 긴키 닛폰 철도
  - [[긴테쓰 나라선]

### 도로
- 국도 제170호선

## 참고문헌
- 角川日本地名大辞典 30 和歌山県